# Albert Green (cầu thủ bóng đá)
Albert Green (18 tháng 4 năm 1907 – q1 1977) là một cầu thủ bóng đá người Anh có 23 lần ra sân ở Football League thi đấu cho Lincoln City ở vị trí inside left. Ông từng nằm trong đội hình của Sheffield Wednesday và West Ham United mà chưa thi đấu cho đội nào ở giải vô địch, và cũng chơi bóng đá non-league cho Denaby Rovers, Denaby United, Gainsborough Trinity và Newark Town.